# Metriacantosaure
El metriacantosaure (Metriacanthosaurus, "rèptil moderadament espinós") és un gènere representat per una única espècie de dinosaure teròpode sinraptòrid, que va viure a la fi del període Juràssic, fa aproximadament 156 milions d'anys, en l'Oxfordià, en el que avui és Europa. A causa del poc que es coneix d'aquest animal, molta de la informació es basa en espècies properes, calculandoce un llarg total de 8 metres i una altura de 2,3 metres, arribant a pesar 1 tones. Metriacanthosaurus deu el seu nom a les seves vèrtebres que és major als dels carnosaures típics, com al·losaure, però menor que aquells que presentaven una vés-la com l'acrocantosaure. Es creu que posseïa una curta vés-la o una espècia de gep.
Les primeres restes fòssils es van trobar en el sud d'Anglaterra i va ser descrit per Huene en 1923. Al principi es va creure que era una nova espècie d'un megalosaure. No va ser fins a 1964 que la troballa va ser rebatejada con Metriacanthosaurus, després que els experts distingissin diverses diferències importants. Una segona espècie, anomenada M. shangyanouensis és conciderada avui un exemplar de Yangchuanosaurus shangyanouensis. Metriacanthosaurus va ser considerat dins de la família Spinosauridae per la seva curta vés-la en el llom, però és 30 milions d'anys més antic, podent ser una forma basal.